# FM 데이트
《윤태진의 FM 데이트》는 대한민국의 방송국 문화방송의 라디오 채널 MBC FM4U에서 매일 저녁 8시부터 밤 10시까지 방송되는 연예오락 전문 라디오 프로그램이다.

## 프로그램 역사
《FM 데이트》는 청소년을 대상으로 하여 1992년 11월 2일 가을 개편으로 신설되었던 프로그램이다. 초기에는 밤 9시부터 밤 11시까지 방송되었고, 그 해 미스코리아 미(美) 출신이었던 이승연이 초대 DJ가 되어 방송을 진행하였다. 1년 간 프로그램을 진행하던 이승연이 하차하고 1993년 10월 11일부터 배우 고소영이 후임 DJ가 되었다.
1994년 10월 10일 가을 개편으로 탤런트 박소현이 고소영의 자리를 이어받았다. 3년여 간 방송을 진행한 최장기 진행자였던 박소현은 1997년 가을 개편으로 하차하였고, 얼마 후 새 드라마에 들어가게 된 그녀는 한 인터뷰에서 "1000회를 넘기고 두 달이 채 못 돼서 그만두려니 마음이 아팠다. 연출자와 내가 생각하는 방향이 달랐었나보다. 자신은 저녁 8시대 프로그램은 퇴근 인구를 겨냥해야 한다고 생각했고, 연출자는 중학생까지 어린 청취자를 타겟으로 잡자는 생각이었다."라는 의견을 밝히기도 했다. 그리고 당시 미국 유학 중이던 《정오의 희망곡》 DJ 허수경의 공백을 대신 채우고 있던 배우 이의정이 10월 1일부터 박소현을 대신한 FM 데이트의 새 DJ가 되었다.
1999년 봄에는 DJ가 배우 김현주로 교체되어 방송을 이어오다가 5개월 만에 개편으로 방송이 아예 폐지되고, 보다 더 10대 취향에 맞춘 《클릭! 1020》이 신설되었으며, 2001년에는 후속 방송인 《더블임팩트》가 신설되었다. 그러나 《더블임팩트》가 폐지되고 2003년 봄 개편부터 《뮤직4U》가 시간대를 옮겼고 2003년 가을 개편부터 《친한친구》로 이름을 바꿨고 2013년 9월 2일에는 13년 만에 《FM 데이트》를 부활시키게 되었다.
강다솜 아나운서는 2013년 11월 넷째 주 주말부터 MBC 뉴스데스크 주말 앵커로 발탁되면서 동시간의 라디오 방송을 진행할 수 없게 됨에 따라, 토요일과 일요일 방송을 자동적으로 박상권, 김소영 투톱 체제로 전환되었다. 4월 14일에 단행되는 라디오 봄 개편으로 인해 강다솜은 마지막 평일 진행이었던 4월 11일 방송을 끝으로 하차하고, 그 뒤를 이어 레이디 제인이 4월 14일부터 5월 9일까지 1달 동안 정규 DJ가 된다. 레이디 제인의 단독 체제가 끝난 후 5월 12일부터는 그룹 소녀시대의 멤버 써니가 FM 데이트의 새로운 정식 진행자가 되었다. 2015 가을 개편으로 가수 박지윤이 2015년 11월 16일부터 FM 데이트를 진행하게 되었다. 2016년 9월 26일부터 2018년 4월 8일까지는 가을 개편을 통해 정유미가 진행을 맡았다가 2018년 4월 9일 MBC 라디오의 봄 개편에 따라 폐지되었다가, 5년 만인 2023년 11월 20일에 부활하여 방송인 윤태진이 진행한다. 단, 이 프로그램은 모두 전국방송이다.

## 역대 DJ
- 단, 역대 DJ는 모두 여자들이다.

- 1대 이승연 (여) : 1992년 11월 2일 ~ 1993년 10월 10일
- 2대 고소영 (여) : 1993년 10월 11일 ~ 1994년 10월 9일
- 3대 박소현 (여) : 1994년 10월 10일 ~ 1997년 9월 30일
- 4대 이의정 (여) : 1997년 10월 1일 ~ 1999년 5월 2일
- 5대 김현주 (여) : 1999년 5월 3일 ~ 1999년 10월 17일
- 6대 강다솜 (여) : 2013년 9월 2일 ~ 2014년 4월 13일
- 7대 레이디 제인 (여) : 2014년 4월 14일 ~ 2014년 5월 11일
- 8대 써니 (소녀시대) (여) : 2014년 5월 12일 ~ 2015년 11월 15일
- 9대 박지윤 (여) : 2015년 11월 16일 ~ 2016년 9월 25일
- 10대 정유미 (여) : 2016년 9월 26일 ~ 2018년 4월 8일
- 11대 윤태진 (여) : 2023년 11월 20일 ~ 현재

## 코너
매일 코너
- 나의 하루
- 오늘의 커플송
- 너에게 들려주고 싶은 이 노래
- 후회가 싫다
- 사연과 신청곡

요일 코너
- 토 : 송투게더/노래야 도와줘
- 일 : 백투더뮤직

## 수상
- 2014년 MBC 방송연예대상 라디오 부문 신인상 - 써니
- 2017년 MBC 방송연예대상 라디오부문 여자 신인상 - 정유미
- 2024년 MBC 방송연예대상 라디오부문 여자 신인상 - 윤태진

## 같이 보기
- 연예오락
- 이상호의 드림팝 (KBS 2라디오)
- 김현주의 행복한 동행 (CBS 음악FM)